# Liste des gouvernements algériens
Les gouvernements algériens sont responsables de la mise en œuvre des politiques et des programmes de l'État algérien et de l'administration des affaires intérieures et extérieures. 
La liste des gouvernements algériens comprend tous les gouvernements qui ont été formés depuis 1958.
| Gouvernement                                               | Dates du mandat   | Dates du mandat   | Chef du gouvernement                       | Chef de l'État       |
| ---------------------------------------------------------- | ----------------- | ----------------- | ------------------------------------------ | -------------------- |
| Gouvernement provisoire de la République algérienne (GPRA) |                   |                   |                                            |                      |
| Premier GPRA                                               | 19 septembre 1958 | 18 janvier 1960   | Ferhat Abbas                               | Ferhat Abbas         |
| Deuxième GPRA                                              | 18 janvier 1960   | 9 août 1961       | Ferhat Abbas                               | Ferhat Abbas         |
| Troisième GPRA                                             | 9 août 1961       | 27 septembre 1962 | Benyoucef Benkhedda                        | Benyoucef Benkhedda  |
| République algérienne démocratique et populaire            |                   |                   |                                            |                      |
| Gouvernement Ben Bella I                                   | 27 septembre 1962 | 15 septembre 1963 | Ahmed Ben Bella                            | Ferhat Abbas         |
| Gouvernement Ben Bella II                                  | 18 septembre 1963 | 2 décembre 1964   | Ahmed Ben Bella                            | Ahmed Ben Bella      |
| Gouvernement Ben Bella III                                 | 2 décembre 1964   | 19 juin 1965      | Ahmed Ben Bella                            | Ahmed Ben Bella      |
| Gouvernement Boumédiène I                                  | 20 juin 1965      | 10 juillet 1965   | Houari Boumédiène                          | Houari Boumédiène    |
| Gouvernement Boumédiène II                                 | 10 juillet 1965   | 21 juillet 1970   | Houari Boumédiène                          | Houari Boumédiène    |
| Gouvernement Boumédiène III                                | 21 juillet 1970   | 23 avril 1977     | Houari Boumédiène                          | Houari Boumédiène    |
| Gouvernement Boumédiène IV                                 | 23 avril 1977     | 8 mars 1979       | Houari Boumédiène                          | Houari Boumédiène    |
| Gouvernement Abdelghani I                                  | 8 mars 1979       | 15 juillet 1980   | Mohamed Ben Ahmed Abdelghani               | Chadli Bendjedid     |
| Gouvernement Abdelghani II                                 | 15 juillet 1980   | 12 janvier 1982   | Mohamed Ben Ahmed Abdelghani               | Chadli Bendjedid     |
| Gouvernement Abdelghani III                                | 12 janvier 1982   | 22 janvier 1984   | Mohamed Ben Ahmed Abdelghani               | Chadli Bendjedid     |
| Gouvernement Brahimi I                                     | 22 janvier 1984   | 18 février 1986   | Abdelhamid Brahimi                         | Chadli Bendjedid     |
| Gouvernement Brahimi II                                    | 18 février 1986   | 9 novembre 1988   | Abdelhamid Brahimi                         | Chadli Bendjedid     |
| Gouvernement Merbah                                        | 9 novembre 1988   | 9 septembre 1989  | Kasdi Merbah                               | Chadli Bendjedid     |
| Gouvernement Hamrouche                                     | 9 septembre 1989  | 4 juin 1991       | Mouloud Hamrouche                          | Chadli Bendjedid     |
| Gouvernement Ghozali I                                     | 5 juin 1991       | 22 février 1992   | Sid Ahmed Ghozali                          | Chadli Bendjedid     |
| Gouvernement Ghozali II                                    | 22 février 1992   | 19 juillet 1992   | Sid Ahmed Ghozali                          | Mohamed Boudiaf      |
| Gouvernement Abdesslam                                     | 19 juillet 1992   | 21 août 1993      | Bélaïd Abdessalam                          | Ali Kafi             |
| Gouvernement Malek                                         | 21 août 1993      | 11 avril 1994     | Redha Malek                                | Ali Kafi             |
| Gouvernement Sifi I                                        | 11 avril 1994     | 27 novembre 1995  | Mokdad Sifi                                | Liamine Zéroual      |
| Gouvernement Sifi II                                       | 27 novembre 1995  | 31 décembre 1995  | Mokdad Sifi                                | Liamine Zéroual      |
| Gouvernement Ouyahia I                                     | 31 décembre 1995  | 10 juin 1997      | Ahmed Ouyahia                              | Liamine Zéroual      |
| Gouvernement Ouyahia II                                    | 24 juin 1997      | 14 décembre 1998  | Ahmed Ouyahia                              | Liamine Zéroual      |
| Gouvernement Hamdani                                       | 15 décembre 1998  | 23 décembre 1999  | Smail Hamdani                              | Liamine Zéroual      |
| Gouvernement Benbitour                                     | 23 décembre 1999  | 26 août 2000      | Ahmed Benbitour                            | Abdelaziz Bouteflika |
| Gouvernement Benflis I                                     | 26 août 2000      | 31 mai 2001       | Ali Benflis                                | Abdelaziz Bouteflika |
| Gouvernement Benflis II                                    | 31 mai 2001       | 4 juin 2002       | Ali Benflis                                | Abdelaziz Bouteflika |
| Gouvernement Benflis III                                   | 4 juin 2002       | 5 mai 2003        | Ali Benflis                                | Abdelaziz Bouteflika |
| Gouvernement Ouyahia III                                   | 5 mai 2003        | 19 avril 2004     | Ahmed Ouyahia                              | Abdelaziz Bouteflika |
| Gouvernement Ouyahia IV                                    | 19 avril 2004     | 1er mai 2005      | Ahmed Ouyahia                              | Abdelaziz Bouteflika |
| Gouvernement Ouyahia V                                     | 1er mai 2005      | 24 mai 2006       | Ahmed Ouyahia                              | Abdelaziz Bouteflika |
| Gouvernement Belkhadem I                                   | 24 mai 2006       | 4 juin 2007       | Abdelaziz Belkhadem                        | Abdelaziz Bouteflika |
| Gouvernement Belkhadem II                                  | 4 juin 2007       | 23 juin 2008      | Abdelaziz Belkhadem                        | Abdelaziz Bouteflika |
| Gouvernement Ouyahia VI                                    | 23 juin 2008      | 15 novembre 2008  | Ahmed Ouyahia                              | Abdelaziz Bouteflika |
| Gouvernement Ouyahia VII                                   | 15 novembre 2008  | 27 avril 2009     | Ahmed Ouyahia                              | Abdelaziz Bouteflika |
| Gouvernement Ouyahia VIII                                  | 27 avril 2009     | 28 mai 2010       | Ahmed Ouyahia                              | Abdelaziz Bouteflika |
| Gouvernement Ouyahia IX                                    | 28 mai 2010       | 3 septembre 2012  | Ahmed Ouyahia                              | Abdelaziz Bouteflika |
| Gouvernement Sellal I                                      | 3 septembre 2012  | 11 septembre 2013 | Abdelmalek Sellal                          | Abdelaziz Bouteflika |
| Gouvernement Sellal II                                     | 11 septembre 2013 | 5 mai 2014        | Abdelmalek Sellal                          | Abdelaziz Bouteflika |
| Gouvernement Sellal III                                    | 5 mai 2014        | 14 mai 2015       | Abdelmalek Sellal                          | Abdelaziz Bouteflika |
| Gouvernement Sellal IV                                     | 14 mai 2015       | 25 mai 2017       | Abdelmalek Sellal                          | Abdelaziz Bouteflika |
| Gouvernement Tebboune                                      | 25 mai 2017       | 16 août 2017      | Abdelmadjid Tebboune                       | Abdelaziz Bouteflika |
| Gouvernement Ouyahia X                                     | 16 août 2017      | 1er avril 2019    | Ahmed Ouyahia                              | Abdelaziz Bouteflika |
| Gouvernement Bedoui                                        | 1er avril 2019    | 4 janvier 2020    | Noureddine Bedoui                          | Abdelkader Bensalah  |
| Gouvernement Djerad I                                      | 4 janvier 2020    | 23 juin 2020      | Abdelaziz Djerad                           | Abdelmadjid Tebboune |
| Gouvernement Djerad II                                     | 23 juin 2020      | 21 février 2021   | Abdelaziz Djerad                           | Abdelmadjid Tebboune |
| Gouvernement Djerad III                                    | 21 février 2021   | 8 juillet 2021    | Abdelaziz Djerad                           | Abdelmadjid Tebboune |
| Gouvernement Benabderrahmane/Larbaoui                      | 8 juillet 2021    | 18 novembre 2024  | Aïmene Benabderrahmane puis Nadir Larbaoui | Abdelmadjid Tebboune |
| Gouvernement Larbaoui II                                   | 18 novembre 2024  | en fonction       | Nadir Larbaoui                             | Abdelmadjid Tebboune |